# Csúó Sinkanszen
A Csúó Sinkanszen (中央新幹線) egy Tokió és Nagoja között épülő japán mágnesvasút, amelynek meghosszabbítását Oszakáig tervezik. Kezdeti szakasza a tokiói Shinagawa állomás és a nagojai Nagoya állomás között halad, Sagamihara, Kōfu, Iida és Nakatsugawa állomásokkal. A vonal várhatóan 40 perc alatt köti majd össze Tokiót és Nagoyát, majd Tokiót és Oszakát 67 perc alatt, és a maximális sebessége 505 km/h (314 mph) lesz. A Nagoyába vezető 286 kilométeres vonal mintegy 90%-a alagút lesz.
A Csúó Sinkanszen az 1970-es évek óta tartó japán mágnesvasút-fejlesztés csúcspontja, amely a Japan Airlines és a korábbi Japán Nemzeti Vasutak (JNR) által kezdeményezett, kormány által finanszírozott projekt. A Central Japan Railway Company (JR Central) jelenleg üzemelteti a létesítményeket és a kutatást. A vonalat a tervek szerint a meglévő jamanasi tesztpálya meghosszabbításával és beépítésével építik meg (lásd alább). Magukat a szerelvényeket Japánban népszerűen lineáris motorkocsiként (リニアモーターカー, rinia mōtā kā) ismerik, bár számos műszaki változata volt.
A kormány 2011. május 27-én adta meg az engedélyt az építkezés folytatására. A várhatóan több mint 9 billió japán jenbe kerülő vonal építése 2014-ben kezdődött. A kereskedelmi forgalom megkezdésének időpontja jelenleg nem ismert, miután Shizuoka prefektúra 2020 júniusában megtagadta az építési munkálatok engedélyezését az útvonal egy részén. A JR Central eredetileg 2027-ben kívánta megkezdeni a kereskedelmi forgalmat Tokió és Nagoja között, a Nagoja-Ozsaka szakasz pedig a tervek szerint már 2037-ben elkészül. Eredetileg a Nagoja-Oszaka szakasz befejezését még 2045-re tervezték, de a japán kormánytól kapott kölcsönt követően a dátumot előbbre hozták.

## Előzmények
A Föld első nagysebességű vasútvonalát, az 1964-ben megnyílt, Tokió-Oszaka közötti 550 kilométer hosszú Tókaidó Sinkanszen-t a JR Tokai üzemelteti. A két város között 3-10 percenként indulnak a 16 kocsis, 1300 személyes szuperexpresszek, és a köztes megállások és félreállások számától függően 2,5-4 óra alatt teszik meg az utat. A vonalon a mobilitás olyan nagy az európai vonalakhoz képest, hogy az szinte elképzelhetetlen.
Maglevvel kb. egy órára lehetne csökkenteni a menetidőt Tokió-Oszaka között, ezáltal még közelebb kerülhetne egymáshoz Japán két dobogó szíve: Tokió és Oszaka, vagy ahogy a régiójukat nevezik, Kanto és Kansai.
A Tókaidó sinkanszen a történelem egyik legnagyobb és legeredményesebb vasúti projektje volt: átadása óta nyereséges. A JR Tokai-nál úgy látja, hogy 2015-ben érdemes nekiállni a Maglev teljes kiépítésének, mely 2025-re lenne átadható. Ez lenne a Chuo Sinkanszen.
Az idő azért is sürget, mert a Tókaidó sinkanszenen kapacitás problémák vannak. A vonatok érdemben már nem sűríthetőek, hosszuk sem növelhető, bár a magasságuk még igen (bár ezt már próbálták, és az emeletes kocsikat tartalmazó vonatokat végül kivonták a forgalomból). Úgy látják, menetidőbeli ugrásra is szükség van.
Mindemellett a Tókaidó sinkanszen műtárgyai, létesítményei kezdenek elöregedni. Már 45 éves ez a vonal, mely gyakorlatilag vagy alagútban, vagy vasbeton lábakon álló pályán vezet, így a felújítás néhány évtized múlva halaszthatatlan lesz, és a pótlásra már most gondolni kell.

## Nyomvonal tervek
A nyomvonalra három terv született, amelyek között a különbségek jelentősek:
A nyomvonalverziók hossza 486, 498 vagy 438 kilométer, a menetidő ennek megfelelően 73, 74, vagy 67 perc. A vonal építésének, és a szerelvények beszerzésének költsége bár közelíti, mégis, egyik esetben sem éri el a tizezer-milliárd japán jent, és alig különbözik egymástól, de még így is a legrövidebb, alagutas verzió a legolcsóbb. Ráadásul ez vonzaná a legtöbb utast is.
2010. január 9-én a vonalat építtető JR Tokai vasúttársaság bejelentette, hogy a maglev-vonal nem egy ütemben kerülne átadásra, mint korábban a sinkanszen vonalak, hanem amint elkészül az első átadható szakasz - melynek egy része már most is kész van, mint tesztpálya -, megindul rajta a menetrend szerinti forgalom. A Tokióval szomszédos Kanagawa és a hegyek között fekvő Jamanasi prefektúrában lenne a két ideiglenes végállomás. A szakasz hossza kb. 70 kilométer lenne, a menetidő pedig 10 perc lesz.
2015. április 21-én egy maglev vonat új sebességrekordot ért el, a rekord immár 603 km/h!